# ジャーマー・マスジド

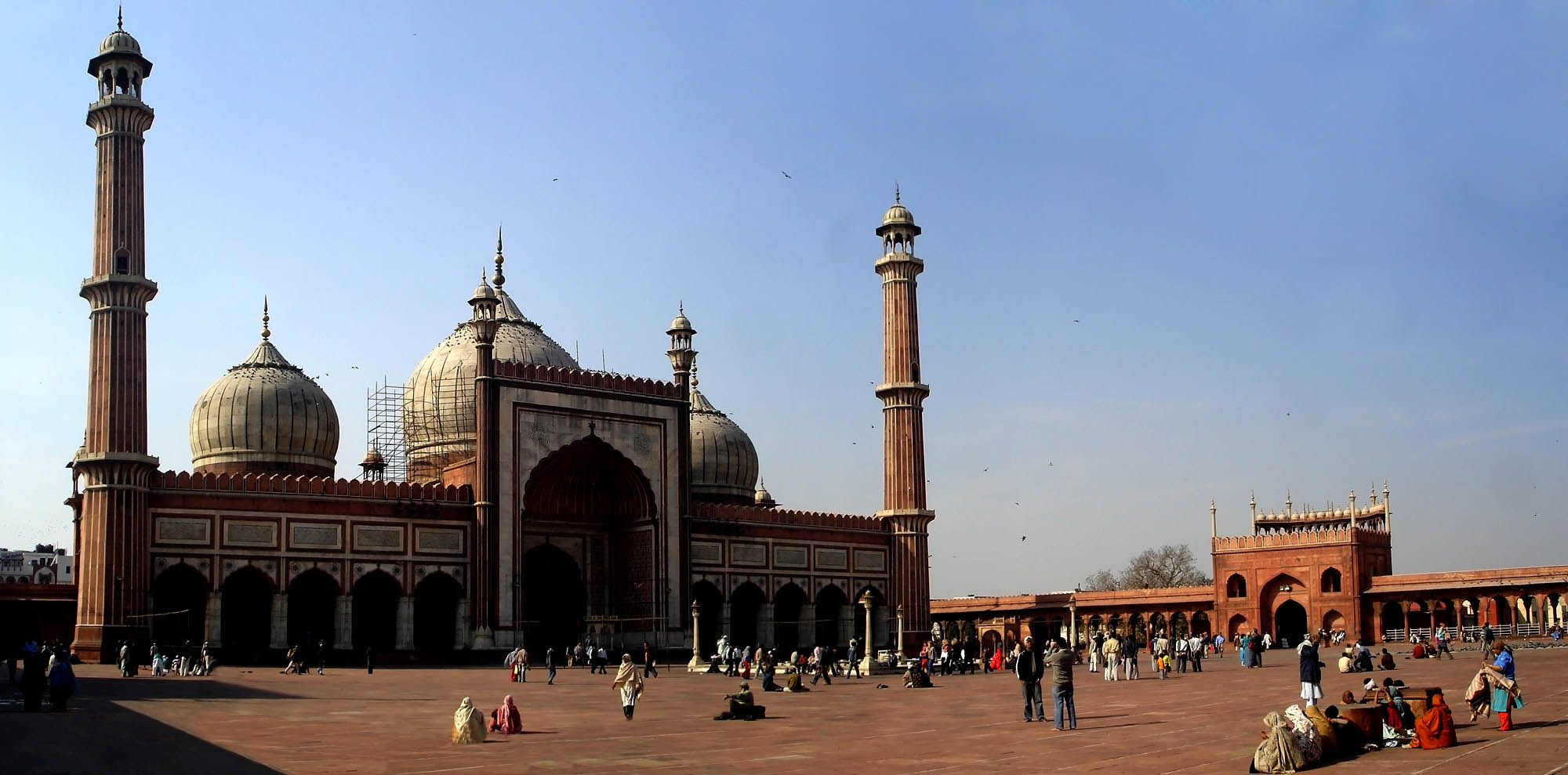
ジャーマー・マスジド礼拝室の正面部分、モスク中庭より

ジャーマー・マスジド（Jama Masjid, جامع مسجد）は、インドのオールドデリーにあるモスク。インド最大のモスクのひとつである。オールドデリーの繁華街チャーンドニー・チョウク（Chandni Chowk）の東端付近にある。
正式にはマスジデ・ジャハーン・ヌマー（Masjid-i-Jahan Numa, ウルドゥー語:مسجد جھان نمہ）、つまり「世界を見渡す（ことができるほど大きな）モスク」という名称であるが、一般的には「ジャーマー・マスジド」のほうが通りがよい。なお、この通称自体は「金曜（の集団礼拝に人々が集まる）モスク」といった意味であり、イスラーム圏各地の都市に同様の名称で知られるモスクが多数存在する。
中庭では25,000人が礼拝できる。また、北門のそばの収容庫には鹿の皮に書かれたコーランをはじめとする聖遺物が収められている。

## 歴史

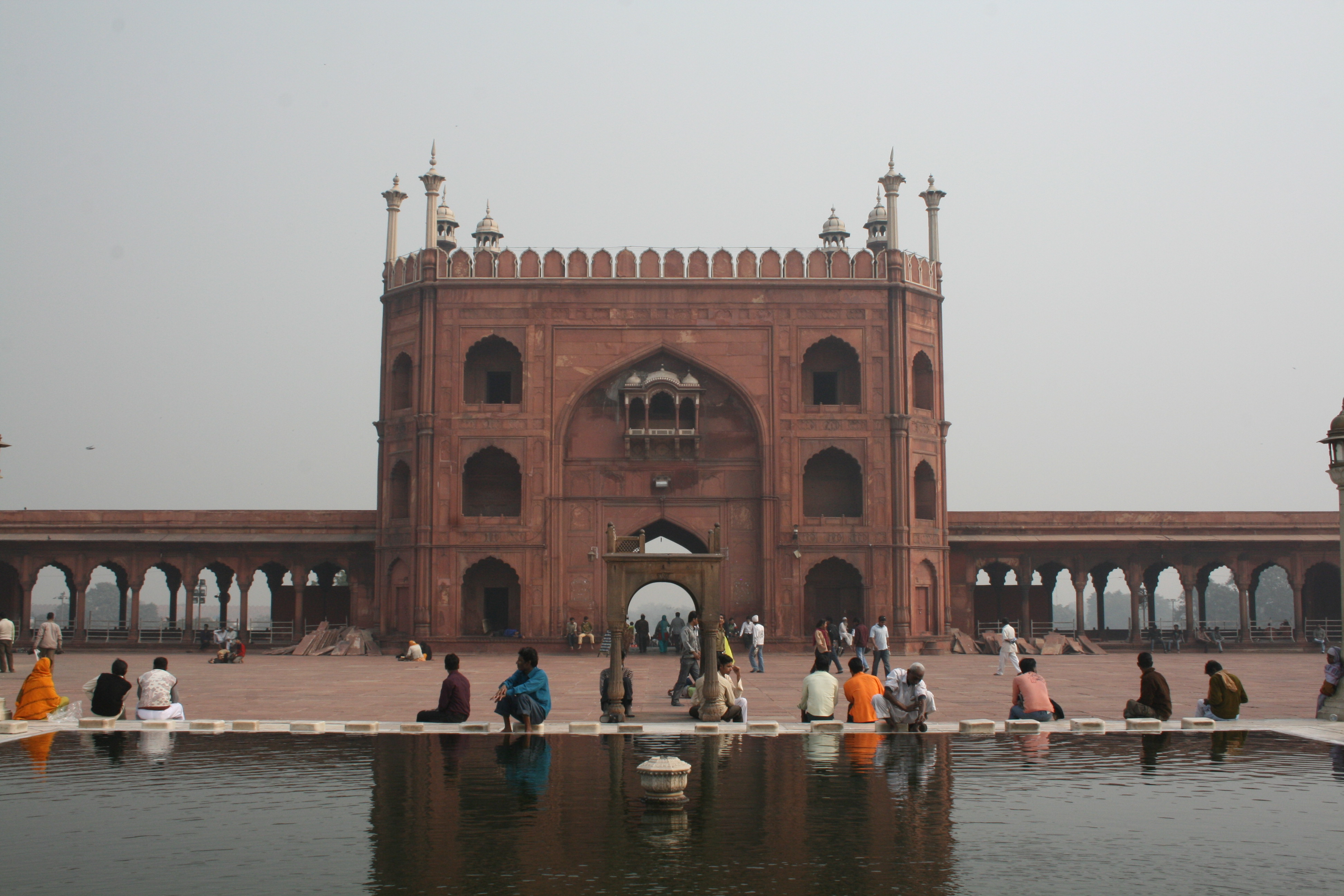
ジャーマー・マスジド礼拝室

タージ・マハルを建造したムガル帝国第5代皇帝シャー・ジャハーンによって立案され、1656年に竣工した。この巨大なモスクの建設には5000人の労働力と6年以上の歳月を要した。また建設に際して当時の金額で100万ルピーの費用がかかった。
シャー・ジャハーンはこの他にもデリー各所やアーグラ、アジュメール、ラホールに主要なモスクを建立している。このデリーのジャーマー・マスジドの間取りはアーグラのジャーマー・マスジドと酷似していると言われている。また、シャー・ジャハーンの息子アウラングゼーブによって1673年にラホールに建設されたバードシャーヒー・マスジドとも深いつながりがある。

## 建築

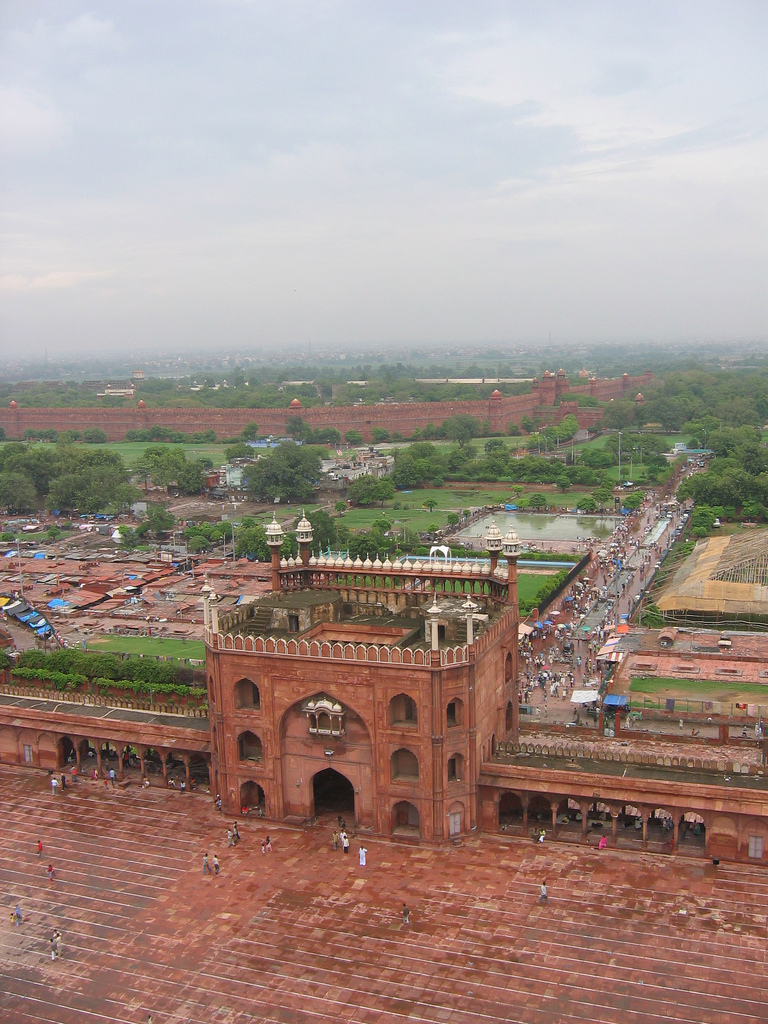
ミナレットからの眺め

モスクの中庭部分へは、かつて王族専用の入場口だった正面の東側、および東西の両側面にある門から入ることができる。各門には赤砂岩の大きな踊り階段がそびえており、それぞれ北側39段、南側33段、東側35段である。
これら階段部分はかつて屋台や大道芸人のスペースともなっていた。また、夕方になるとモスクの東側は鶏肉や小鳥などを商う市場に様変わりするようになっていた。1857年のインド大反乱以前にはモスクの南側付近にマドラサがあったが、反乱以後に取り壊されてしまった。
モスクはマッカのある西側に向けて作られている。それ以外の三方を開放式の柱廊（コロネード）が取り囲んでおり、各辺の中央部分にはそびえ立つような形の入場門が設置されている。長さ約80メートル、幅約27メートルあり、屋根部分には白と黒の大理石で覆われた3つのドームを冠し、さらにドームの各頂上部分には黄金が用いられている。その両翼部分には高さ41メートルのミナレットが2棟あり、内部には130段の階段がある。ミナレットの外壁は白大理石と赤砂岩で縦縞状に彩られている。
モスクのドーム下にある礼拝室（ハラム）の外廊部分には11カ所のアーチ状装飾が施されており、その奥に同じくアーチ状装飾が施された7カ所の入り口がある。なかでも中央のアーチ部分は両翼の柱が小さなミナレットとなっているひときわ大きな作りの門となっている。礼拝室は幅61メートル、奥行き27.5メートルの横長の空間となっており、壁面部分は床から人の腰の高さほどまでは大理石で飾られている。
この礼拝室部分は外側の中庭部分よりも1.5メートルほど高い水準に作られており、三方に階段が設けられている。床は白と黒の大理石によって祈祷用の絨毯を模した様式に装飾が施されている。黒大理石による太い枠線の内部はおよそ縦90センチ、横45センチの面積となり、金曜の集団礼拝で混雑する際にはこの模様を目安に一人ずつ整列していくようになっている。このようなしるしがモスクの床に899人分ある。

## 2006年の爆破事件
2006年4月14日、ジャーマー・マスジド内部で2カ所連続爆破事件が起きた。最初の爆発は午後5時26分に、続いて2度目の爆発が同33分に起きた。少なくともこの爆破事件で13人が負傷した。当日は預言者聖誕祭後の最初の金曜日だったため、事件当時のモスク内には1000人以上の人間がいた。モスク管理団体の発表によると、この爆発によるモスクの建物への損傷は無かった。

## ギャラリー

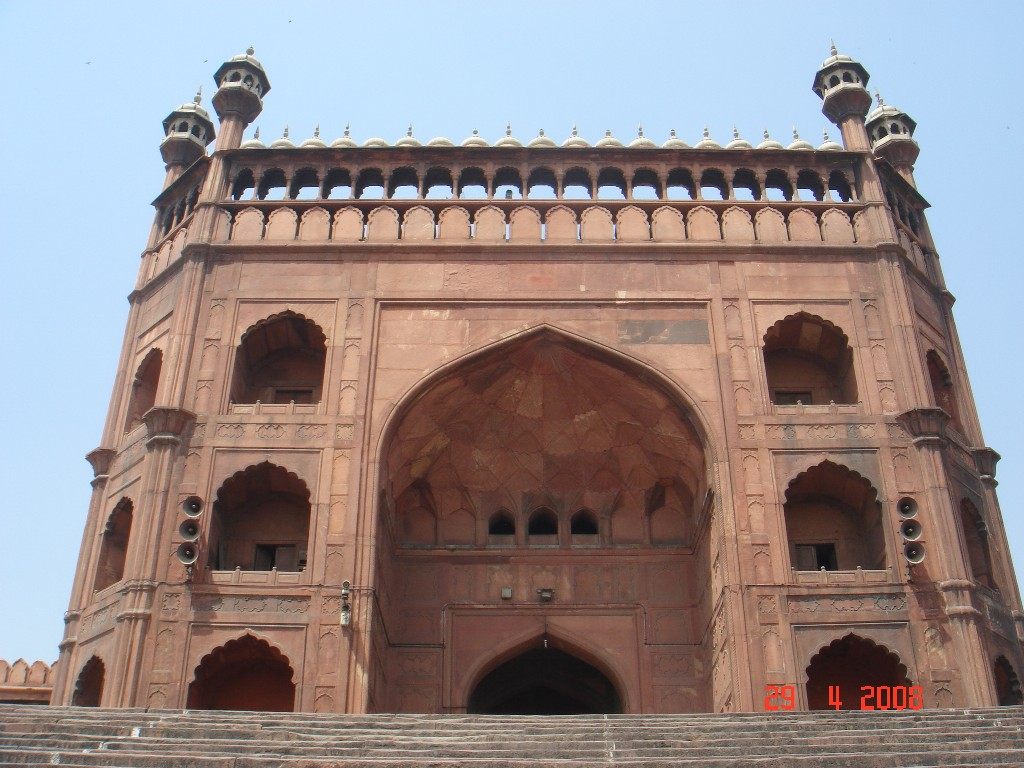
Main entrance
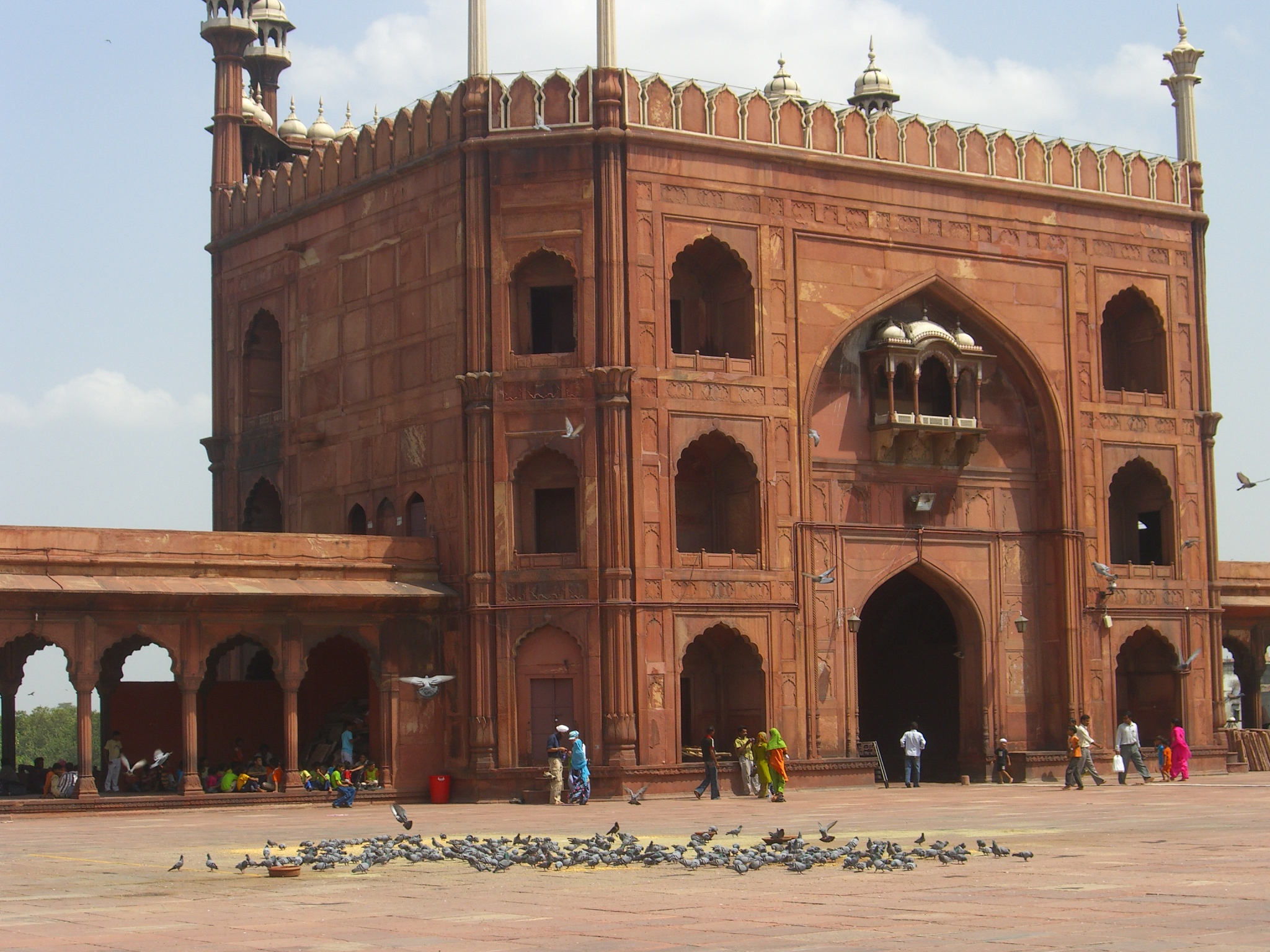
Main entrance from inside
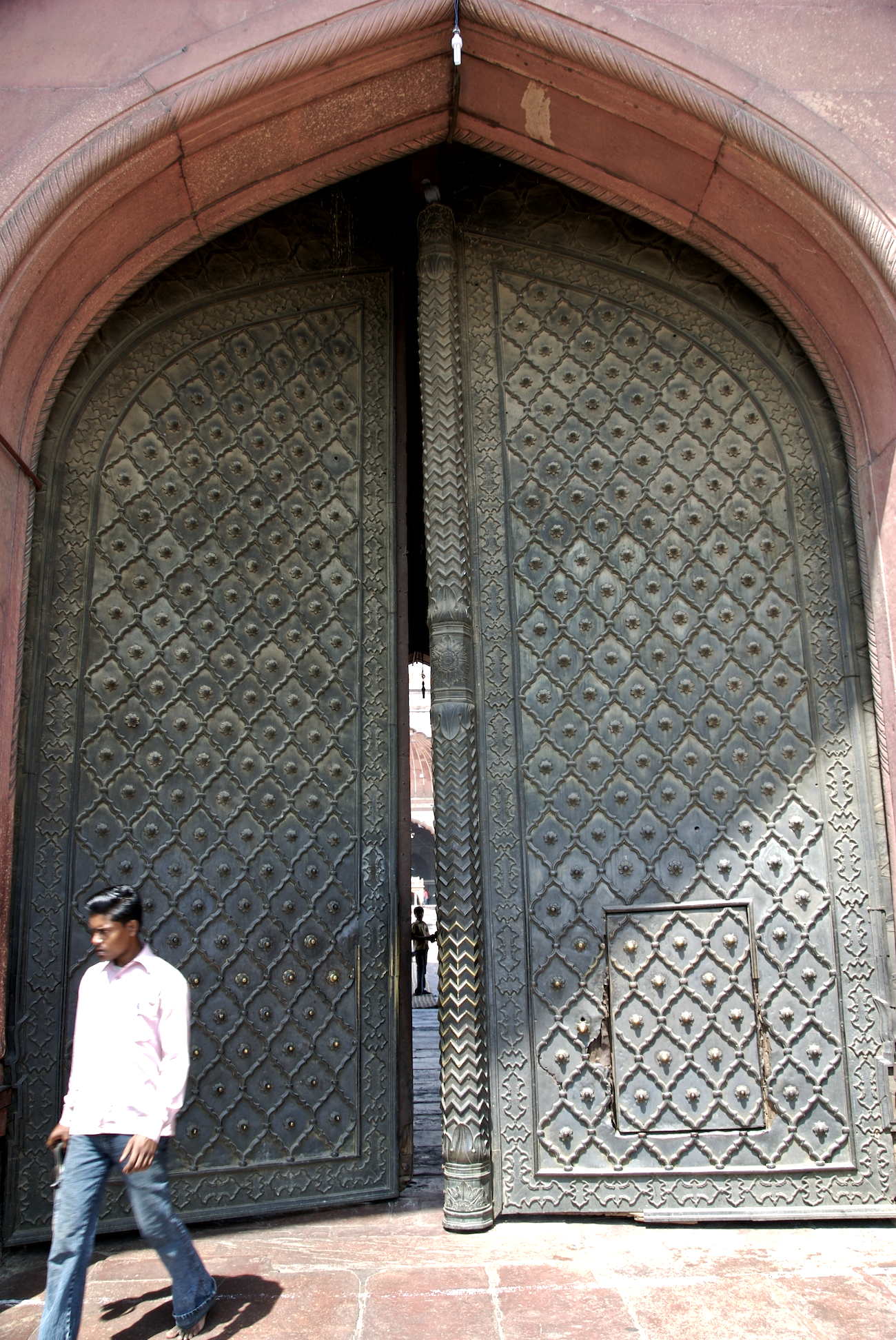
Iron door of the main entrance
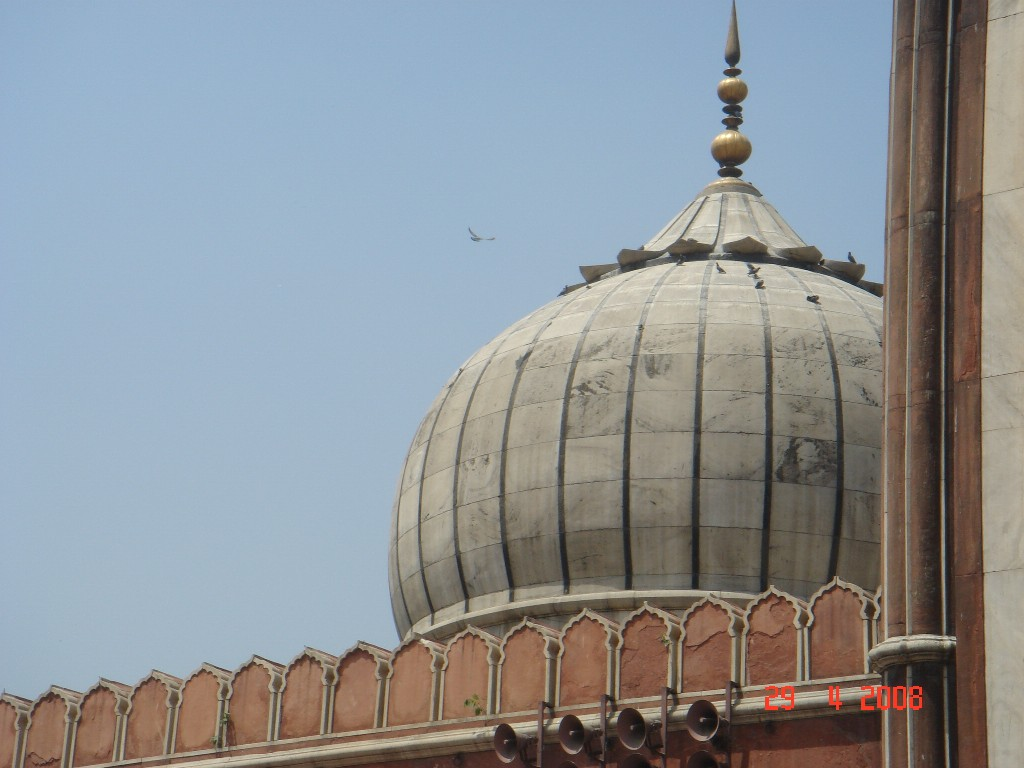
Central dome
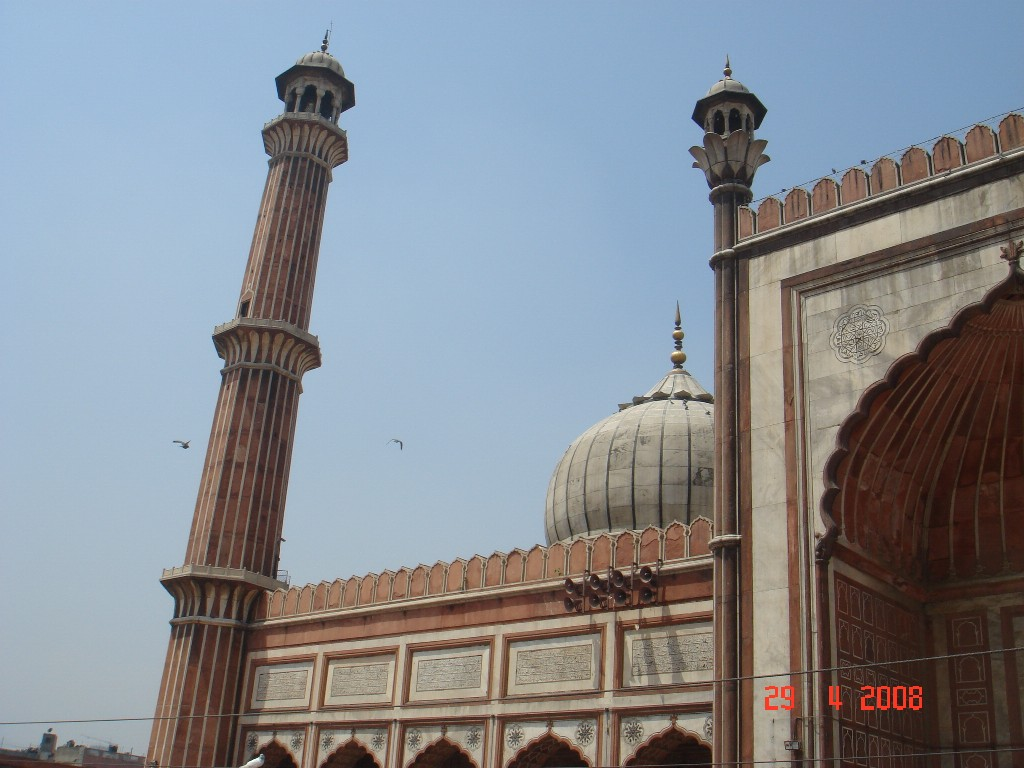
Minaret detail
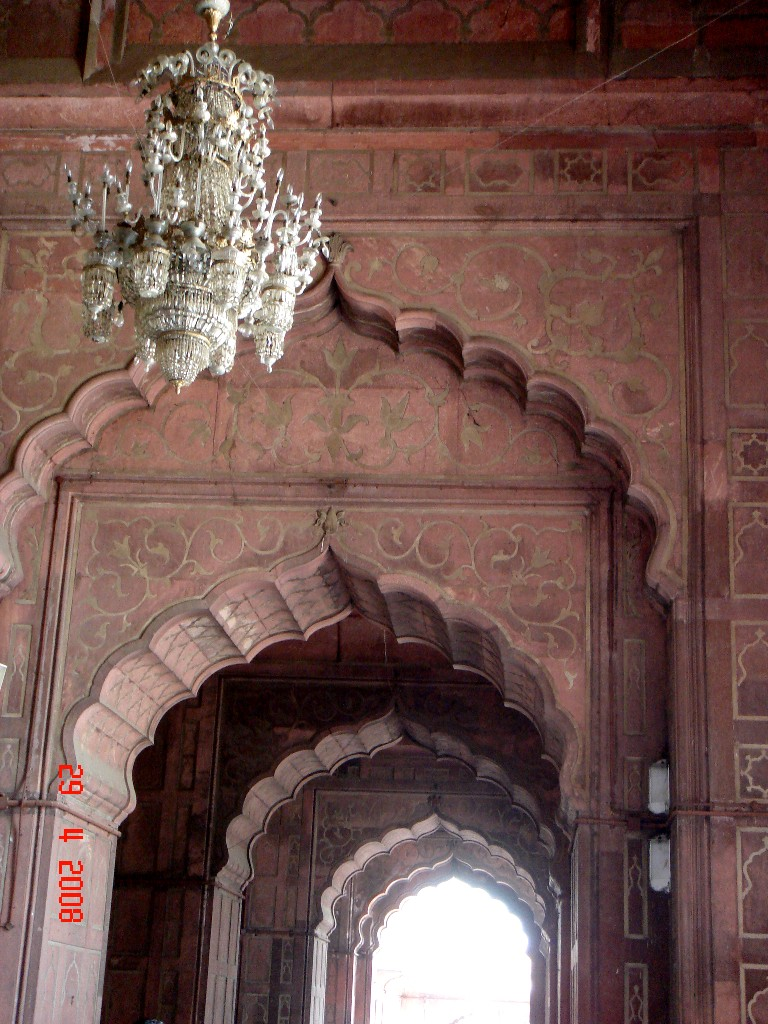
Cusped arches, interior
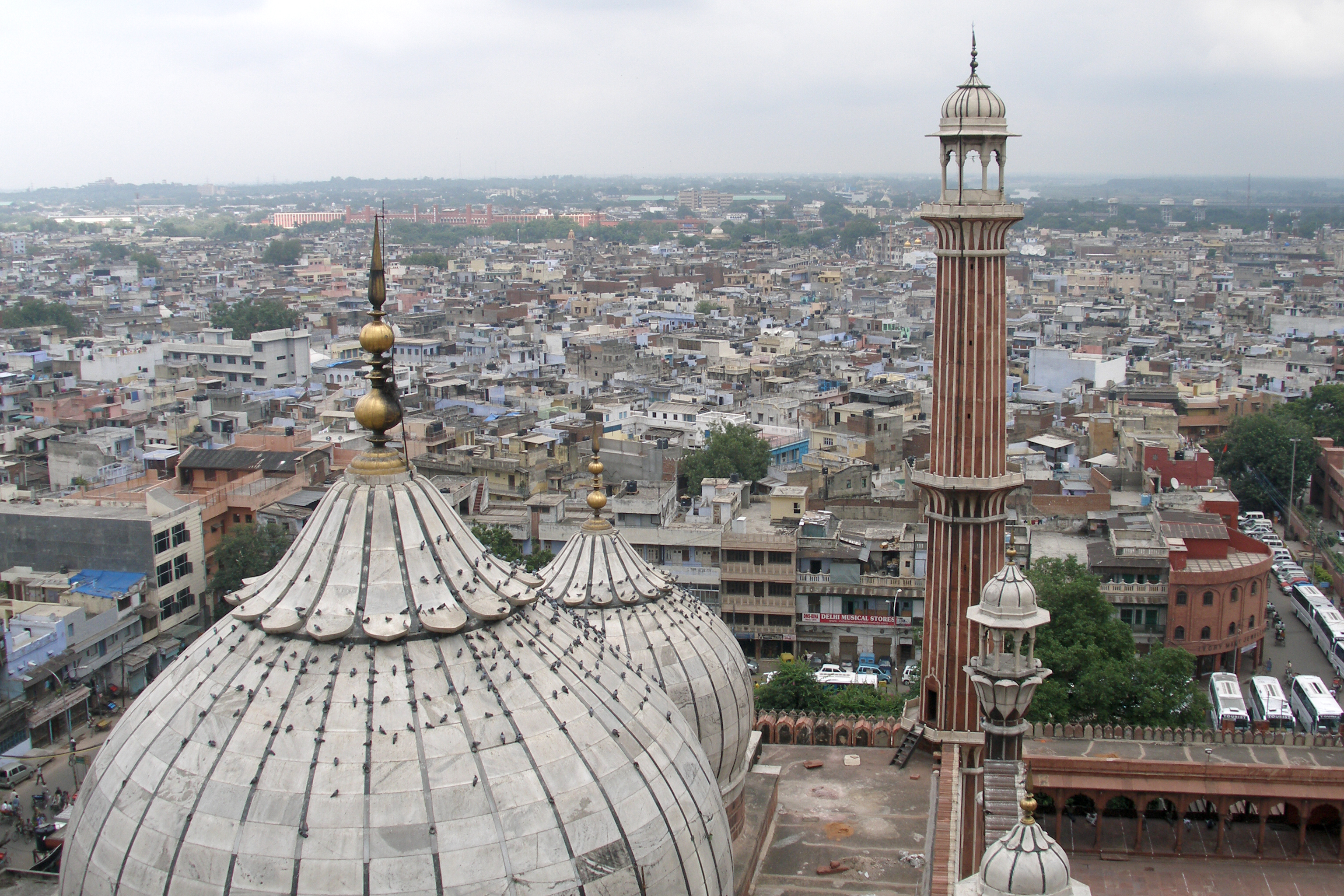
The dome of the Jama Masjid.
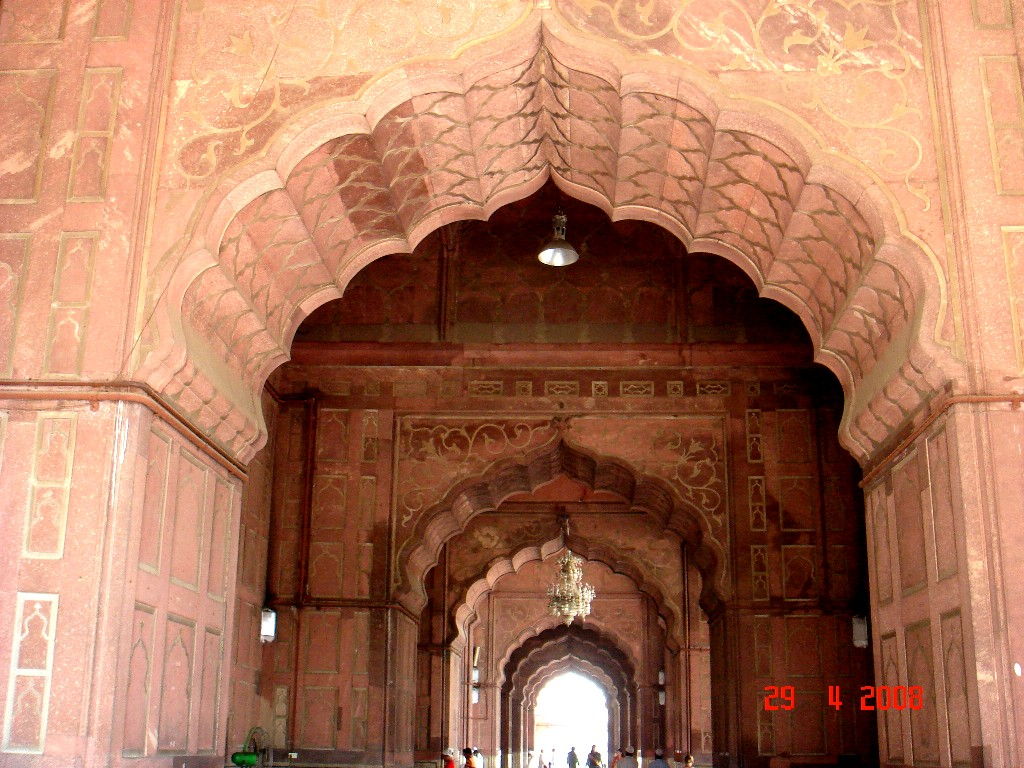
Inlay detail, arches
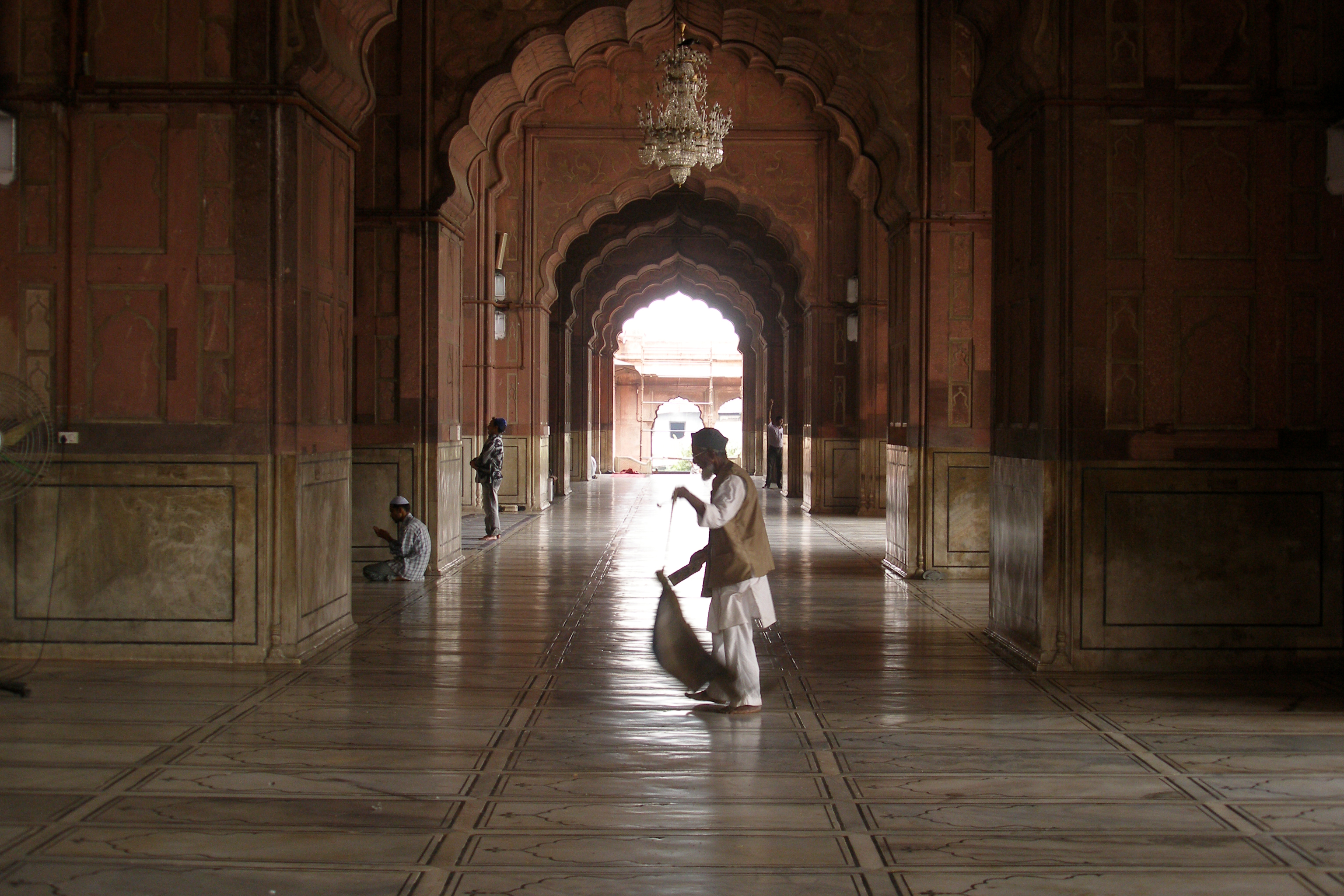
Inlay detail of the interior arches
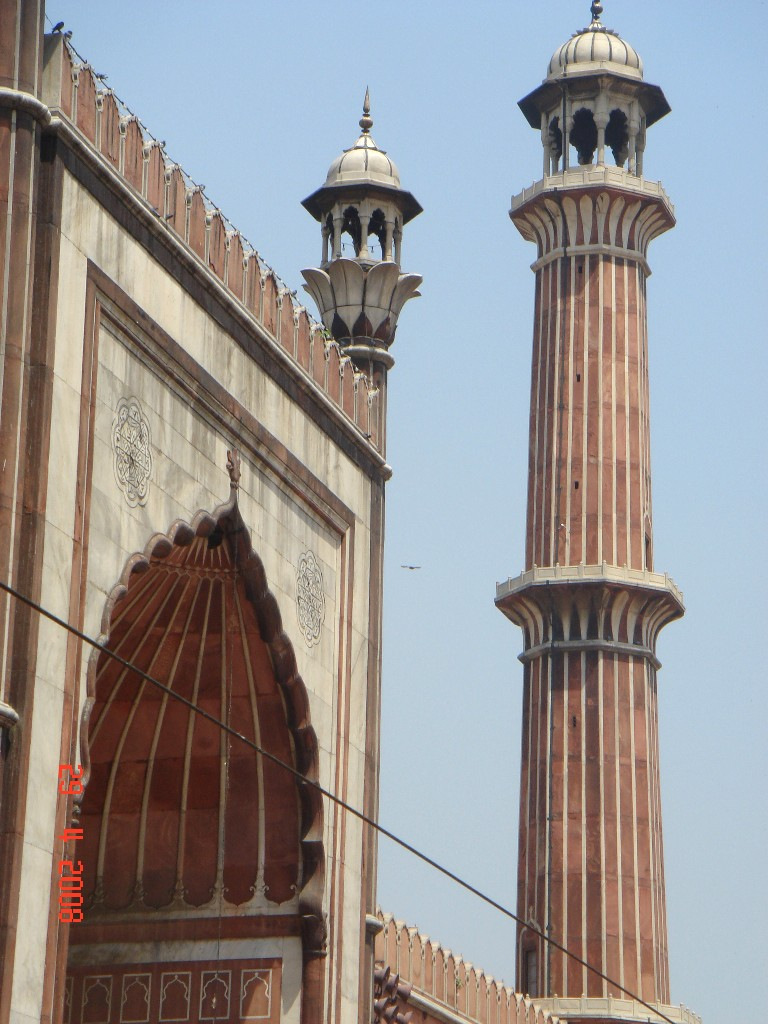
Main arch
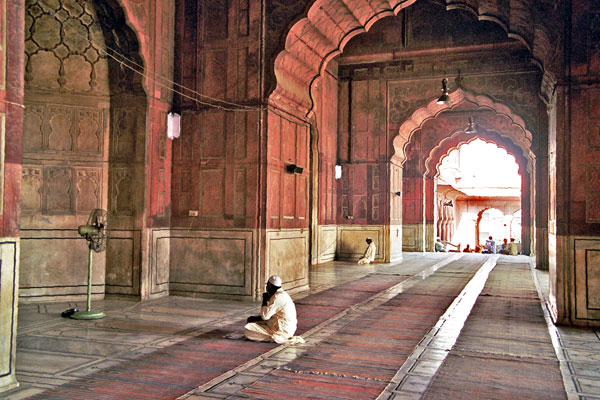
Prayer area inside the mosque
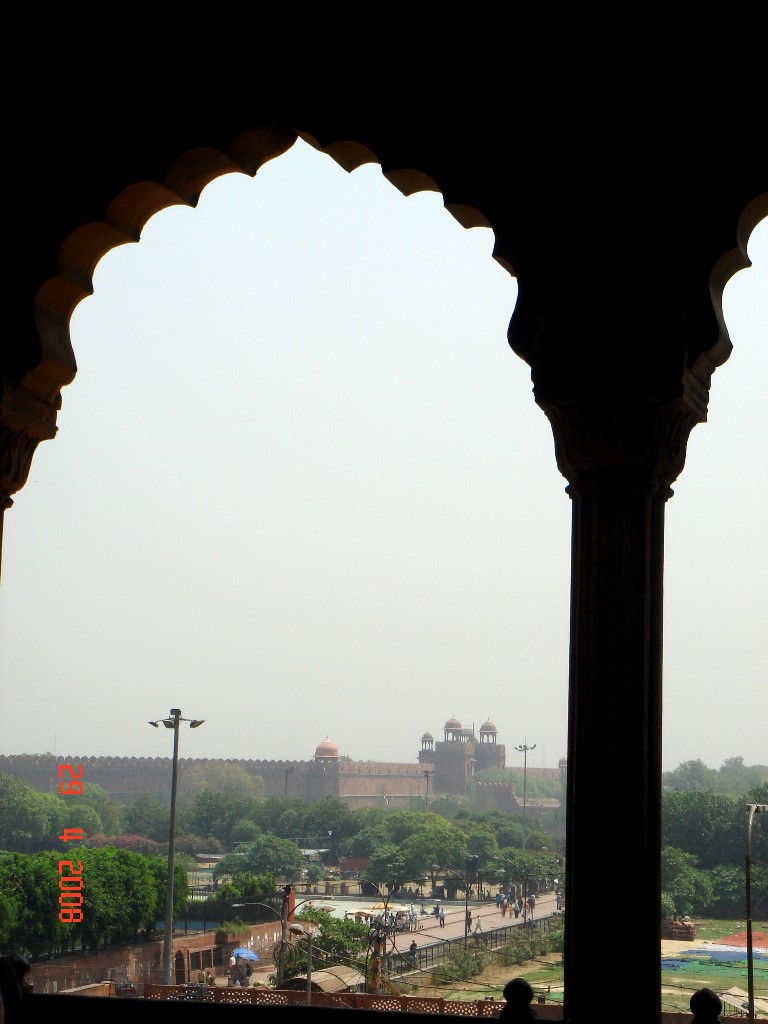
Red Fort seen from mosque
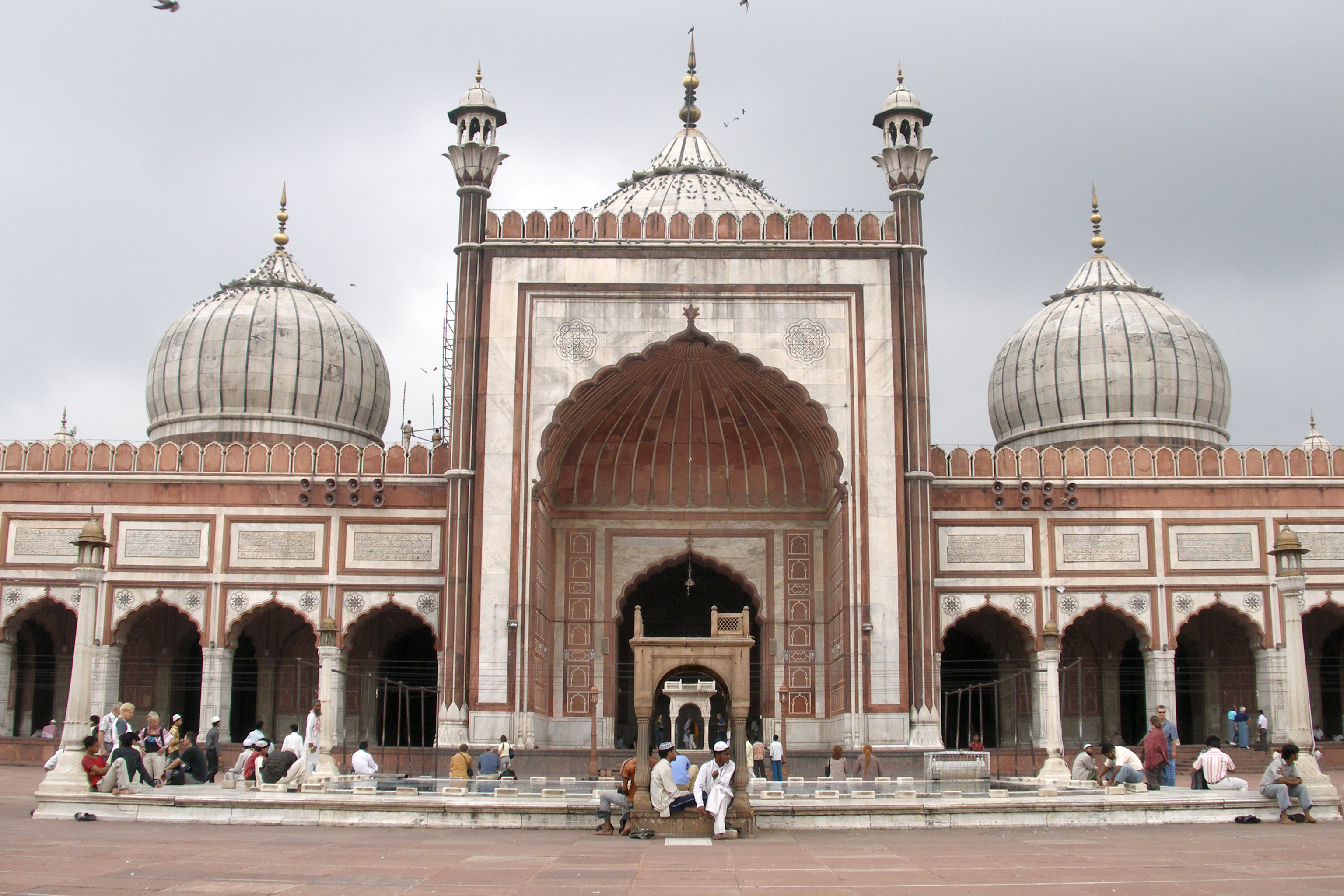